# Jacob von Eggers
Jacob von Eggers (1704-1773) fue un militar y escritor nacido en Livonia. Nació en Tartu, donde su padre era panadero y a quien perdió cuando tenía un año. A la edad de cuatro años, los rusos le condujeron junto a su madre a la población rusa de Arcángel, donde recibió clases de oficiales suecos prisioneros de guerra.
Más tarde su madre se casó con el barón de Sparre, oficial de Suecia, que la guerra había llevado a Arcángel. Jacob entró en la milicia y se aplicó sobre todo al estudio de la fortificación, y sirvió en Suecia, en Sajonia y en Francia, e participó en la guerra de Finlandia contra Rusia. En 1747 asistió al asedio de Bergen op Zoom.
Posteriormente, por sus conocimientos militares instruyó en táctica militar a los príncipes Javier y Carlos de Sajonia, y en la corte de Dresde le fue otorgado el título de general, habiendo recibido en Suecia cartas de nobleza y la cruz de la Orden de la Espada; en 1758 es nombrado comandante de la villa de Dantzing, donde fallece de una enfermedad en el pecho el 12 de junio de 1773. El elogio a su persona fue publicado en Dantzing en 1773 con el título deEhrengedachtnis der fr. Jacques von Eggers.

## Obras
- Jornada del sitio de Bergen op Zoom, Ámsterdam y Leipzig, 1750 (en francés).
- Diccionario de ingeniería, artillería y de la marina, Dresde, 1757, 2 vol (en alemán).
- Biblioteca militar, catálogo razonado de las obras de su rica biblioteca sobre el arte de la guerra comprada después de su muerte por la emperatriz Catalina de Rusia.